# مک‌کراکن (کانزاس)
مک‌کراکن (به انگلیسی: McCracken) شهری در ایالت کانزاس کشور ایالات متحده آمریکا است که جمعیت آن در سرشماری سال ۲۰۲۰ میلادی، ۱۵۲ نفر بوده‌است.